# Liste der Monuments historiques in Archingeay
Die Liste der Monuments historiques in Archingeay führt die Monuments historiques in der französischen Gemeinde Archingeay auf.

## Liste der Bauwerke
| Bezeichnung      | Beschreibung                  | Standort | Kennzeichnung | Schutzstatus | Datum | Bild           |
| ---------------- | ----------------------------- | -------- | ------------- | ------------ | ----- | -------------- |
| Kirche St-Martin | Erbaut im 12./13. Jahrhundert | (Lage)   | PA00104596    | Inscrit      | 1928  | weitere Bilder |

## Liste der Objekte

### Kirche St-Martin
| Bezeichnung          | Beschreibung                     | Standort | Kennzeichnung | Schutzstatus | Datum | Bild |
| -------------------- | -------------------------------- | -------- | ------------- | ------------ | ----- | ---- |
| Altar und Tabernakel | Holz, vergoldet, 18. Jahrhundert | (Lage)   | PM17000012    | Classé       | 1984  |      |
| Kanzel               | Stein, 18. Jahrhundert           | (Lage)   | PM17001332    | Inscrit      | 1983  |      |